# Geremia (Donatello)
Geremia è una statua di Donatello, proveniente dalle nicchie del terzo ordine del Campanile di Giotto e risalente al 1427-1435. È in marmo bianco a grandezza naturale (191x45x45 cm) ed è oggi conservata nel Museo dell'Opera del Duomo di Firenze. 

## Storia
Le statue di questo lato furono le ultime quattro ad essere scolpite tra il 1420 e il 1435 ed erano destinate originariamente al lato nord, quello meno visibile perché vicino alla parete della cattedrale. A lavori ultimati gli Operai del Duomo furono così soddisfatti delle opere che le collocarono nel lato ovest, il più importante poiché parallelo alla facciata, spostando quelle più antiche di Andrea Pisano e bottega.
Le altre tre statue su questo lato sono un Profeta, già identificato con san Giovanni Battista, di Nanni di Bartolo (1425 circa, la firma di Donatello sulla base è sicuramente posteriore), lo Zuccone, sempre di Donatello (1423-1435), e il Profeta Abdia di Nanni di Bartolo (1422 circa). 
Vasari nelle Vite indica come modello dell'opera un tale Francesco Soderini, amico di Donatello. La sua espressione sconsolata sarebbe, come nel caso dello Zuccone, legata all'avversione della sua famiglia ai Medici. 
Le statue delle nicchie vennero trasferite nel museo nel 1937 e sostituite all'esterno da copie. Scurite con una patina al fine di creare l'effetto di finto bronzo e annerite dagli agenti atmosferici, sono state oggetto di pulizia a restauro nei primi anni 2000. Il Geremia è chiamato anche il popolano perché aveva tratti marcati, con rughe.

## Descrizione e stile

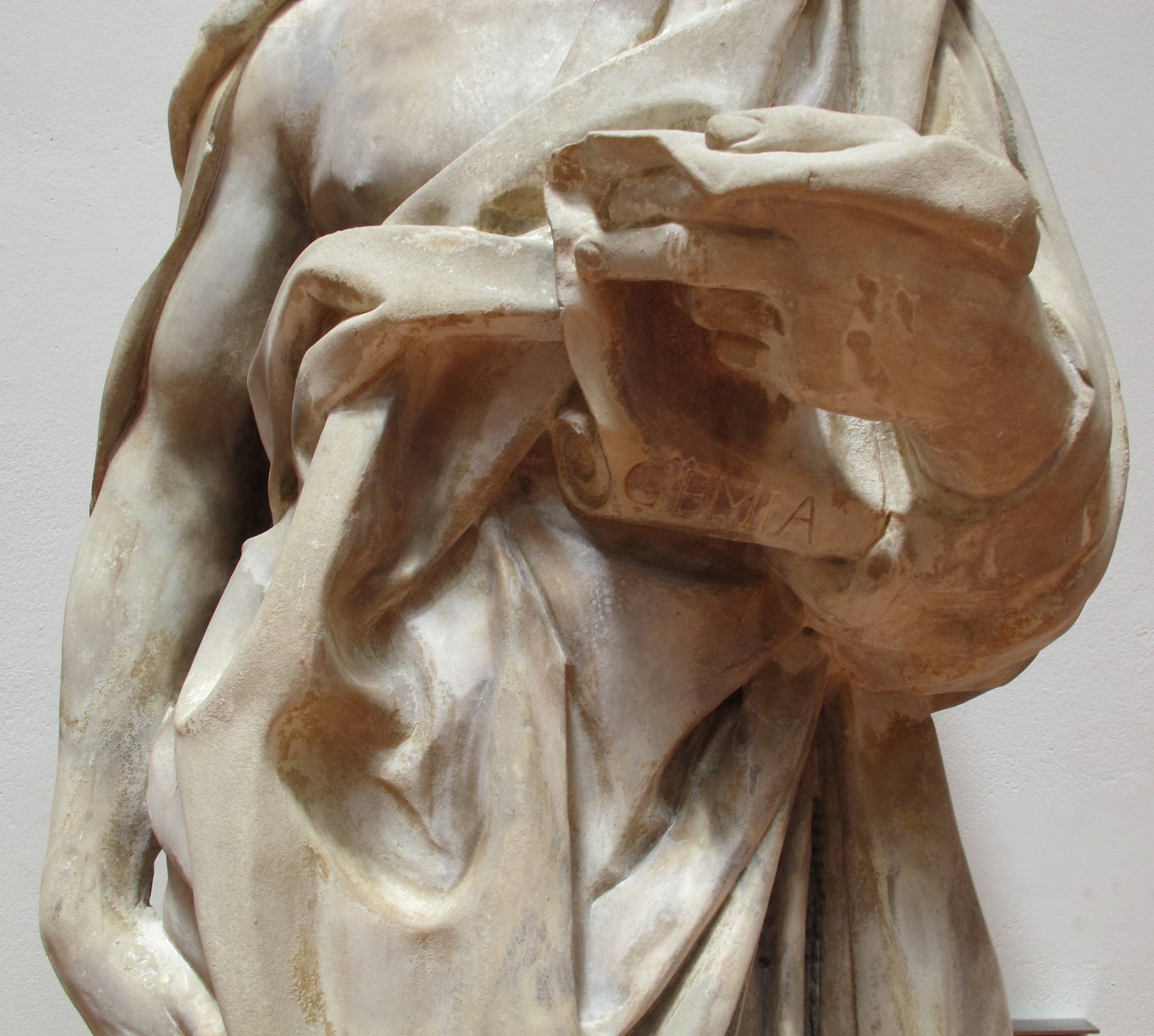
Dettaglio

Il soggetto della statua non è identificato con certezza assoluta, complice un possibile scambio di posizione con l'Abacuc in epoca imprecisata. I nomi delle due statue si sono però ormai indissolubilmente legati ad esse nel corso dei secoli, rendendo la questione secondaria.
Il profeta è raffigurato come un uomo di mezza età, con una capigliatura ricciuta che forma una massa compatta e con una corta barba; la spalla destra è scoperta. Rispetto alle precedenti opere di Donatello (come le tre statue sul lato est), si nota una significativa intensificazione espressiva.
L'opera è un capolavoro di penetrazione psicologica, con una straordinaria espressività del volto. La testa è piegata infatti a sinistra evidenziando la piega amara della bocca, col labbro girato all'ingiù, le sopracciglia sono corrucciate e i muscoli del collo sono in tensione. I lineamenti sono contratti e disarmonici, ma l'effetto generale di imponenza e dignità è dato dai gesti pacati e dal forte effetto chiaroscurale del panneggio, che, rispetto all'Abacuc, è molto più mosso e vibrante, con particolare maestria nella parte inferiore dove evidenzia il movimento in avanti della gamba sinistra.